# Meekatharra
Meekatharra är en ort i Australien. Den ligger i regionen Meekatharra och delstaten Western Australia, i den västra delen av landet, 3 100 km väster om huvudstaden Canberra. Orten hade 708 invånare år 2016.